# Męska sprawa
Męska sprawa – polski film krótkometrażowy (etiuda filmowa) z 2001 roku w reżyserii Sławomira Fabickiego. Sławomir Fabicki zrealizował go jako etiudę zaliczeniową IV roku studiów z będącym wówczas na III roku operatorem Bogumiłem Godfrejowem.

## Treść
13-letni Bartek mieszka w ubogiej dzielnicy Łodzi w czteroosobowej rodzinie. Rodzinę utrzymuje matka, a bezrobotny ojciec wyładowuje na Bartku swoje frustracje bijąc go z byle powodu. Chłopiec nikomu o tym nie mówi. Zaprzyjaźnia się z mieszkającym w schronisku kundelkiem Bukietem. Kiedy pies choruje, kierownik schroniska planuje go uśpić. Chłopiec nie może się z tym pogodzić. Tymczasem w jego szkole rozpoczynają się zawody piłkarskie, a Bartek jest jednym z lepszych zawodników na którego liczy nauczyciel WF-u oraz dyrektor szkoły. Ale Bartka bardziej niż los rozgrywek i własna kariera uczniowska obchodzi teraz los Bukieta.

## Główne role
- Bartosz Idczak (Bartek Idczak),
- Mariusz Jakus (trener),
- Marek Bielecki (ojciec Bartka),
- Katarzyna Bargiełowska (matka Bartka),
- Tomasz Roliński (brat Bartka),
- Andrzej Wichrowski (szef schroniska dla zwierząt),
- Grzegorz Król ("Siwy"),
- Mariusz Pilawski (dyrektor szkoły),
- Katarzyna Chmara (katechetka)

## Nagrody i wyróżnienia
- 2002 - Sławomir Fabicki Oscar, Nagroda Amerykańskiej Akademii Filmowej nominacja kategorii film fabularny krótkometrażowy; za rok 2001
- 2002 - Bogumił Godfrejow Oscar, Nagroda Amerykańskiej Akademii Filmowej nominacja kategorii film fabularny krótkometrażowy; za rok 2001
- 2001 - Sławomir Fabicki Oscar (studencki)-nominacja 28 th Annual Student Academy Awards Honorary Foreign Film Competiotion (AMPAS - USA)
- 2001 - Sławomir Fabicki Stuttgart/Ludwigsburg (MFF) Najlepszy Europejski Film Krótkometrażowy
- 2001 - Sławomir Fabicki Arcipelago Film Festiva (Włochy) Najlepszy Film Krótkometrażowy
- 2001 - Sławomir Fabicki Monachium (MF Szkół Filmowych) 1. Winner VFF Young Talent Award ; 1. Jury Prize
- 2001 - Sławomir Fabicki Edynburg (MFF) Nagroda UIP (55. Edinburgh International Film Festival)
- 2001 - Sławomir Fabicki Europejska Nagroda Filmowa - nominacja
- 2001 - Sławomir Fabicki Łódź (Międzynarodowy Festiwal Szkół Filmowych i Telewizyjnych "Mediaschool")-Grand Prix
- 2001 - Sławomir Fabicki Kijów (MFF) Grand Prix ; Nagroda FICC ; Nagroda Publiczności
- 2001 - Sławomir Fabicki Teheran (MFFK) Najlepszy Film Fabularny
- 2001 - Sławomir Fabicki Meksyk (MF Szkół Filmowych) Najlepszy Film Fabularny
- 2001 - Sławomir Fabicki Nowy Jork (MFFK) Najlepszy Film Fabularny
- 2001 - Sławomir Fabicki Nowy Jork (Międzynarodowy Festiwal Studencki)-I Nagroda
- 2001 - Sławomir Fabicki Moskwa (Festiwal Etiud Studenckich WGIK)-nagroda za najlepszy film zagraniczny
- 2001 - Sławomir Fabicki Ratyzbona (Tydzień Filmów Krótkometrażowych) Nagroda Główna
- 2002 - Sławomir Fabicki Clermont-Ferrand (MFFK) Nagroda Krytyków ; Nagroda Jury Młodych
- 2002 - Bogumił Godfrejow Clermont-Ferrand (MFFK) nagroda za zdjęcia
- 2002 - Sławomir Fabicki Tai Pei (Międzynarodowy Festiwal Filmów Studenckich - Tajwan) I Nagroda Golden Lion (Złoty Lew)
- 2002 - Sławomir Fabicki Tarnów (Tarnowska Nagroda Filmowa) - Grand Prix - statuetka Leliwity
- 2002 - Sławomir Fabicki Tarnów (Tarnowska Nagroda Filmowa) - nagroda Jury Młodzieżowego
- 2004 - Sławomir Fabicki Paryż (FF Krótkometrażowych) - Nagroda Publiczności
- 2002 - Sławomir Fabicki Kraków (Krakowski Festiwal Filmowy) - Srebrny Smok dla reżysera najlepszego filmu fabularnego w konkursie międzynarodowym